# R de Rumba
Rubén Cuevas García (Zaragoza, 14 de noviembre de 1976), más conocido por su nombre artístico R de Rumba, es un DJ y productor español, miembro del grupo de rap Violadores del verso. Está considerado como uno de los mejores DJ en el ámbito español del hip hop, sampleando, principalmente, jazz y funk.

## Biografía
Nace el 14 de julio de 1976 en el barrio de la Romareda. Comenzó sobre finales de los ochenta y principios de los noventa, formando el grupo Metal Combo en el que simplemente hacían bases caseras e incluso no llegaron a hacer ninguna maqueta, participaba como DJ, mientras que Juez producía.
Más tarde, Hate se une al grupo y deciden crear Bufank, sin embargo, Metal Combo ha seguido haciendo bases que han servido al disco "R de Rumba" para crear nuevos temas de Bufank.
Su carrera en solitario comenzó a finales de 2003, cuando editó el Maxi "Reunión - Sistema R.A.P.". Incluía dos temas, uno con su antiguo grupo Bufank, y otro con Xhelazz, miembro de Cloaka Company. Posteriormente, a mediados de 2004 salió a la venta su segundo maxi, titulado "1.er contacto - Ley natura mantiene". De nuevo con dos temas, esta vez de Rapsusklei y Rebel.
Ambos maxis fueron una muestra de su primer larga duración, que salió a la venta en septiembre de 2004. En la primera edición incluye un DVD con contenido multimedia sobre la grabación del disco. Cuenta con numerosas colaboraciones de mcs de diferentes puntos de España, además de algunos extranjeros.
En 2011, R de Rumba se encarga de producir el nuevo disco de Hate, Doble Vida, además de ser el DJ.
En cuanto a la vida personal, R de Rumba tiene un hijo.
Sobre la situación de la cultura DJ en España ha declarado:

"Lo que me da asco es la peña que sin haberse comprado un puto vinilo en su vida, se descarga todo de la red y ya es DJ (wack's DJ's). Desconfío de los DJ's que pinchan solo con Serato los putos hits americanos de cada momento. Hay mucha más música, ¡buscadla! La escasez ha sido siempre el motor del progreso y un estímulo para buscar, por lo que la abundancia (en este caso de música en la red) provoca desinterés y se quedan con lo primero que encuentran o con lo que les pone la MTV. Para que la cultura DJing en España tenga el reconocimiento que merece hace falta mucha cultura musical y valorar al DJ como profesional. Sus mezclas, sus trucos, su selección...Hay que diferenciar una buena sesión de una lista de reproducción de Ipod. Existe mucho intruso que, por 50 euros te pincha en CD una sesión de 3 horas usando recopilatorios, en la cual no mezcla ni una sola canción. Yo creo que la cultura DJ se fragua en garitos y no sólo en exhibiciones a las que sólo va peña del hip hop. Hay que pinchar para que la peña se lo pase bien, ya sea pinchando para que bailen en un club o para que fumen porros a gusto en un garito underground" R de Rumba

En 2020, R de Rumba realiza el beat y la grabación de la canción original para la película Orígenes Secretos de David Galán Galindo.

## Influencias
Sus mayores influencias son DITC, CMW, EPMD, NWA, Large Professor, The Alchemist, Rakim, Showbiz & AG, James Brown, George Clinton, Zapp, Roy Ayers, Quincy Jones, Queen, Stax y Motown

## Discografía

### En solitario
- Reunión - Sistema R.A.P. (Maxi) (Rap Solo, 2003)
- 1.er contacto - Ley natura mantiene (Maxi) (Rap Solo, 2004)
- R de Rumba (LP) (Rap Solo, 2004)

### ConVioladores del Verso
- Violadores del verso (EP) (Avoid, 1998)
- Violadores del Verso presentan a Kase-O en: Mierda (maxi) (BOA, 1998)
- Genios (LP) (Avoid, 1999)
- Atrás (maxi) (Rap Solo, 2001)
- Vicios y virtudes (LP) (Rap Solo, 2001)
- Violadores del Verso + Kase-O Mierda (reedición, BOA, 2001)
- Tú eres alguien / Bombo clap (DVD en directo) (Rap Solo, 2002)
- Vivir para contarlo / Haciendo lo nuestro (Maxi) (Rap Solo, 2006)
- Vivir para contarlo (LP) (Rap Solo, 2006)
- Gira 06/07 Presente (DVD en directo) (Rap Solo, 2007)

### ConBufank
- Bufank (Maqueta) (1996)

### ConXhelazz
- De vuelta al estudio: Remixes y rarezas (LP) (2009)

### Con Porcel
- Funk experience (LP) (Rap Solo, 2020)

### ConRapsusklei
·Primer Contacto (Canción e instrumental)(2004)

## Colaboraciones
- Los Cuñaos del Fonk "Los cuñaos remezclaos" (2001)
- Shuga Wuga "Malizzia" (2001)
- Cloaka Company "Verso Munizzione" (2003)
- NdNo "Adam 6" (2003)
- Xhelazz "Xhelazz" (2005)
- El Sr. Rojo "Estado Mental Madrid Ciudad" (2005)
- NdNo "Quatro" (2005)
- Huellas De Barro "Revuelta" (2007)
- Xhelazz "El Soñador Elegido" (2007)
- Juaninacka"41100 Rock" (2009)
- El Chojin"Cosas que pasan, Cosas que no pasan, Cosas que deberían pasar"(2009)
- Insulino Dependiente"El Crepúsculo de los Imbéciles"(2008) En la canción 23: Muerte y destrucción (Utrarumba Remix) (con Hate)
- General D"10 años más tarde" (2012) (con Hate y Lírico)
- El Sr. Rojo"M.A.D.R.I.D En El Centro" (2014)
- Original Juan "Compáralo" (2015)
- Hora Zulú "Y si acaso" (2018)